# Sleeping Gypsy
『Sleeping Gypsy』（スリーピング・ジプシー）は、山下久美子の14thスタジオ・アルバムで、1992年6月24日に東芝EMI / EASTWORLDから発売された。

## 概要
前作『JOY FOR U』から約1年ぶりとなるアルバムで、キャッチコピーは「守ってあげる人がいれば、やさしくなれる。」。
本作は1992年7月6日付けのオリコンチャートにて最高位10位となり、登場回数は15回で売り上げ枚数は16.8万枚となった。

## 収録曲
| 全作詞: 山下久美子、全作曲: 布袋寅泰（特記除く）、全編曲: 布袋寅泰・門倉聡、ストリングス・アレンジ: 門倉聡。 |                                    |            |                       |      |
| # | タイトル                           | 作詞       | 作曲・編曲            | 時間 |
| 1. | 「!BYE BYE」                       | 山下久美子 | 布袋寅泰 （特記除く） | 4:20 |
| 2. | 「愛すればこそ」                   | 山下久美子 | 布袋寅泰 （特記除く） | 5:13 |
| 3. | 「私を独りにしないでね」           | 山下久美子 | 布袋寅泰 （特記除く） | 5:39 |
| 4. | 「Endless Love」                   | 山下久美子 | 布袋寅泰 （特記除く） | 4:57 |
| 5. | 「真夜中のルーレット」             | 山下久美子 | 布袋寅泰 （特記除く） | 4:39 |
| 6. | 「Cosmic Love」                    | 山下久美子 | 布袋寅泰 （特記除く） | 6:09 |
| 7. | 「あなたが、いた夏」               | 山下久美子 | 布袋寅泰 （特記除く） | 4:10 |
| 8. | 「LOVE」                           | 山下久美子 | 布袋寅泰 （特記除く） | 4:09 |
| 9. | 「Happiness」                      | 山下久美子 | 布袋寅泰 （特記除く） | 4:39 |
| 10. | 「Julia」                          | 山下久美子 | 布袋寅泰 （特記除く） | 2:13 |
| 11. | 「Sleeping Gypsy」(作曲: 松尾清憲) | 山下久美子 | 布袋寅泰 （特記除く） | 5:03 |
| 合計時間: | 合計時間:                          | 51:11      |                       |      |

## 楽曲解説
1. !BYE BYE
  - 先行シングル。
  - 日本石油 CM曲[3]
2. 愛すればこそ
3. 私を独りにしないでね
  - シングル「真夜中のルーレット」のカップリング曲。
4. Endless Love
5. 真夜中のルーレット
  - 1992年8月12日にシングルカットされた。
  - ブティックJOY TV-CFソング
6. Cosmic Love
7. あなたが、いた夏
  - シングル「!BYE BYE」のカップリング曲。
8. LOVE
9. Happiness
10. Julia
11. Sleeping Gypsy
  - この楽曲のみ、松尾清憲が作曲を担当した。

## 参加ミュージシャン
- Electric & Acoustic Guitar, Chorus：布袋寅泰
- Acoustic Piano, Keyboards：門倉聡
- Bass：浅田孟
- Drums：池畑潤二, 椎野恭一
- Computer Programming：木本靖夫
- Mandolin, Bouzouki, Acoustic Guitar：佐橋佳幸
- Sax：FRANK MEAD
- Additional Computer Programming：RICHARD COTTLE (Trix)
- Strings：GAVIN WRIGHT & HIS STRINGS
- Backing Vocals：JEFF PATTERSON, DAWN KNIGHT, LENNY ZAKATEK, PETER STRAKER